# Bérénice effilée
Pour les articles homonymes, voir Bérénice.
Berenice arguta
Espèce
La bérénice effilée (Berenice arguta) est une espèce de plantes à fleurs de la famille des campanulacées. Elle est endémique de l'île de La Réunion, département d'outre-mer français dans le sud-ouest de l'océan Indien.